# Neotenotrocha sterreri
Neotenotrocha sterreri är en ringmaskart som beskrevs av Eibye-Jacobsen och Kristensen 1994. Neotenotrocha sterreri ingår i släktet Neotenotrocha och familjen Dorvilleidae. Inga underarter finns listade i Catalogue of Life.